# Ioannis Amanatidis
Ioannis Amanatidis (født 3. december 1981) er en græsk tidligere fodboldspiller, der gennem karrieren blandt andet spillede for Eintracht Frankfurt, VfB Stuttgart og FC Kaiserslautern i Tyskland.
Amanatidis nåede at spille 35 kampe og lave tre scoringer for Grækenlands landshold. Han deltog ved både Confederations Cup 2005 og EM i 2008.